# Ondreville-sur-Essonne
Ondreville-sur-Essonne – miejscowość i gmina we Francji, w Regionie Centralnym, w departamencie Loiret.
Według danych na rok 1990 gminę zamieszkiwało 286 osób, a gęstość zaludnienia wynosiła 44 osoby/km² (wśród 1842 gmin Regionu Centralnego Ondreville-sur-Essonne plasuje się na 855. miejscu pod względem liczby ludności, natomiast pod względem powierzchni na miejscu 1305.).